# Sleeswijk-Holstein (provincie)

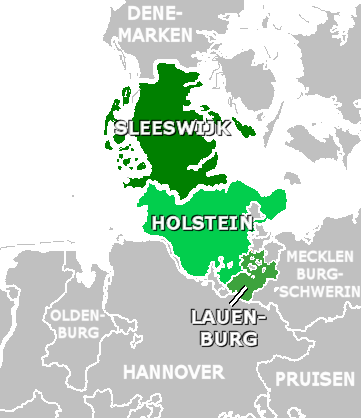
Sleeswijk, Holstein en Lauenburg in 1848

Sleeswijk-Holstein was een provincie van Pruisen die bestond van 1867 tot 1946.

## Geschiedenis
Het geschil tussen de Duitse Bond en Denemarken over de status van de hertogdommen Sleeswijk en Holstein (Sleeswijk-Holsteinse kwestie) leidde er in 1864 toe dat Pruisen de macht kreeg in Sleeswijk en Oostenrijk in Holstein. Na de Pruisische victorie in de Pruisisch-Oostenrijkse Oorlog (1866) bepaalde de Vrede van Praag (23 augustus 1866) dat de beide hertogdommen aan Pruisen toekwamen.
Pruisen stond op 27 september 1866 het Holsteinse Ahrensbök en een miljoen taler af aan Oldenburg, in ruil waarvoor groothertog Peter II van zijn aanspraken op de hertogdommen afzag. In 1867 werden de twee staten verenigd tot de provincie Sleeswijk-Holstein. Dit werd ook door de Duitsgezinde Sleeswijk-Holsteiners niet met vreugde begroet, daar hun streven niet alleen was de hertogdommen Duits, maar ook zelfstandig te maken.
In 1876 werd het hertogdom Lauenburg als district Lauenburg bij de provincie Sleeswijk-Holstein gevoegd. Duitsland moest in 1920 Noord-Sleeswijk na een plebisciet aldaar - dat al in de Vrede van Praag was bepaald, maar in 1878 weer geschrapt - aan Denemarken afstaan. In overeenstemming met het Groß-Hamburg-Gesetz werd Sleeswijk-Holstein in 1937 uitgebreid met de voormalige vrije rijksstad Lübeck en het voorheen Oldenburgse vorstendom Lübeck, terwijl het zelf de stadsdistricten Altona en Wandsbek aan Hamburg afstond.
Na de Tweede Wereldoorlog werd een klein deel van Sleeswijk-Holstein ten oosten van Ratzeburg bij Mecklenburg ingedeeld en de provincie zelf deel van de Britse bezettingszone. In 1946 werd uit het resterende gebied de deelstaat Sleeswijk-Holstein in het leven geroepen, die in 1949 deel van de Bondsrepubliek Duitsland werd.

## Bestuurlijke indeling
Sleeswijk-Holstein kende slechts één Regierungsbezirk (Sleeswijk), dat dus de gehele provincie besloeg. Dit Regierungsbezirk was verdeeld in districten en stadsdistricten. De verdeling in Sleeswijk en Holstein hieronder dient slechts ter verduidelijking.

### Sleeswijk
Stadsdistricten (Stadtkreise)
1. Flensburg (sinds 1889 uit het district Flensburg)

Districten (Landkreise)
1. Apenrade (tot 1920)
2. Eckernförde
3. Eiderstedt (1932-1933 verenigd met het district Husum)
4. Flensburg
5. Hadersleben (tot 1920)
6. Husum (1932-1933 verenigd met het district Eiderstedt)
7. Sleeswijk
8. Sonderburg (tot 1920)
9. Südtondern (sinds 1920)
10. Tondern (tot 1920)

### Holstein
Stadsdistricten (Stadtkreise)
1. Altona (tot 1937, daarna stad in het land Hamburg en sinds 1938 stadsdeel daarvan)
2. Kiel (sinds 1883 uit het district Kiel)
3. Lübeck (sinds 1937 bij Sleeswijk-Holstein)
4. Neumünster (sinds 1901 uit het district Kiel)
5. Wandsbek (sinds 1901 uit het district Stormarn; tot 1937, daarna stad in het land Hamburg en sinds 1938 stadsdeel daarvan)

Districten (Landkreise)
1. Bordesholm (1907-1932; daarvoor district Kiel, daarna opdeling tussen Rendsburg, Segeberg en Plön)
2. Dithmarschen| (1932-1933; daarvoor en daarna districten Norder- en Süderdithmarschen)
3. Eutin (sinds 1937, daarvoor bij Oldenburg)
4. Kiel (tot 1907, daarna district Bordesholm)
5. Lauenburg (sinds 1876)
6. Norderdithmarschen (1932-1933 verenigd met het district Süderdithmarschen)
7. Oldenburg
8. Pinneberg
9. Plön
10. Rendsburg
11. Segeberg
12. Steinburg
13. Stormarn
14. Süderdithmarschen (1932-1933 verenigd met het district Norderdithmarschen)

## Eerste presidenten (Oberpräsidenten)
- 1867-1879: Carl Theodor August Scheel-Plessen
- 1879-1880: Karl Heinrich von Bötticher
- 1880-1896: Georg Franz Maximilian Steinmann
- 1897-1901: Ernst Matthias von Köller
- 1901-1906: Kurt von Wilmowski
- 1906-1907: Kurt Ludwig Karl von Dewitz
- 1907-1914: Detlev Wilhelm Theodor von Bülow
- 1914-1918: Friedrich von Moltke
- 1919-1932: Heinrich Kürbis (SPD)
- 1932-1933: Heinrich Thon
- 1933-1945: Hinrich Lohse (NSDAP)

1815:
Brandenburg · Groothertogdom Beneden-Rijn · Gulik-Kleef-Berg · Oost-Pruisen · Pommeren · Posen · Saksen · Silezië · Westfalen · West-Pruisen · 1822: Rijnprovincie · 1829: Pruisen · 1850: Hohenzollernsche Lande · 1867: Hannover · Hessen-Nassau · Sleeswijk-Holstein · 1878: Oost-Pruisen · West-Pruisen · 1919: Neder-Silezië · Opper-Silezië · 1920: Berlijn · 1922: Grensmark Posen-West-Pruisen · 1944: Halle-Merseburg · Keur-Hessen · Maagdenburg · Nassau · 1945: Saksen-Anhalt